# 汕汕铁路
汕头至汕尾铁路，简称汕汕铁路，与广汕铁路合并简称甬广高速铁路汕广段，又称汕汕高速铁路，是位于中国广东省境内的一条高速铁路，甬廣高速鐵路的组成部分。线路东起汕头市汕头站，途经揭阳市惠来县及汕尾市陆丰市和海丰县，引入厦深铁路汕尾站后，与广汕铁路直通往广州。全线共设汕头、汕头南、潮南、惠来、陆丰东、陆丰南、汕尾7座车站，其中汕尾站既有改造由广汕铁路负责，汕头站既有站改造纳入此次工程。线路新建正线长162.368公里，其中桥梁35座113.691公里，隧道13座32.404公里，桥隧比89.77%，速度目标值350公里/小时。
项目投资估算总额264.6亿元，本项目还是广东省首例由国铁集团采用EPC工程总承包模式建设的铁路工程，由广汕铁路公司负责项目管理，国铁和地方出资对广汕铁路公司增资扩股，建成后委托广州局集团公司运输管理。工程于2018年12月26日先期开工，汕尾至汕头南段于2023年12月26日建成通车。

## 历史

### 计划及施工
2017年8月31日，汕汕铁路工程环境影响评价第一次公示；10月27日，环评第二次公示。
2018年8月29日，中国铁路总公司和广东省人民政府联合批复汕汕铁路可行性研究报告。10月17日，广东省环境保护厅批复新建汕头至汕尾铁路环境影响报告书。12月26日，汕汕铁路先期开工段大南山1号、2号隧道开工仪式在揭阳举行。
2020年12月，中国铁路设计集团编制完成了汕汕铁路增设汕头南站I类变更设计并经过国铁集团审查，在濠江区增设汕头南站。2021年1月22日和3月8日，工程分别进行了汕汕铁路增设陆丰南站工程环境影响报告表受理和工程环境影响报告表审批前公示。
2021年3月29日，汕汕铁路全线的重点控制性工程，汕头湾海底隧道盾构始发；5月26日，全面进入主洞施工。汕头湾海底隧道全长9191米，其中穿越汕头湾海底段2169米采用盾构法施工，盾构机刀盘开挖直径14.57米，是世界首条设计时速350公里的跨海高铁隧道。12月10日，汕汕铁路最长山岭隧道惠来隧道顺利贯通。
2022年4月7日，全线最大跨度钢管拱，雷岭河特大桥（76+160+76）m连续梁拱肋顺利合龙。4月13日，全线首座邻近既有铁路营业线控爆施工的东石隧道顺利实现贯通，该隧道与既有厦深铁路金马隧道的最小净距仅约50米。5月21日，汕汕铁路首个最大跨度连续梁拱，跨盐岭河（76+160+76）米连续梁拱顺利完工。6月11日，汕汕铁路上跨既有厦深铁路屏峰山隧道，平公山隧道顺利贯通。上跨既有线隧道施工较为罕见，该工程在上跨影响段落利用既有线“天窗”时间采用电子雷管微差控制爆破方案，累计要点爆破61次，安全完成97.6米的爆破掘进任务。7月17日，汕汕铁路濠江特大桥跨疏港大道116米连续梁顺利合龙。
2023年1月9日，汕尾至汕头南段所有箱梁架设完成，全线进入无砟轨道、站房、四电等工程同步施工阶段；4月13日，全线箱梁全部架设完成；5月31日，汕尾至汕头南段无砟轨道板浇筑完工。6月6日，汕尾至汕头南段开始铺轨；7月22日，汕尾至汕头南段铺轨完成。8月21日，汕尾至汕头南段10千伏电力贯通线实现全线贯通送电。
2023年10月8日至9日，汕尾至汕头南段进行接触网工程冷滑试验；10月11日，接触网成功送电；10月18日，开始联调联试；11月25日，开始试运行；12月18日，通过运营安全评估。
2025年3月26日，全线控制性工程汕头湾海底隧道贯通。

### 开通运营
2023年12月26日，汕汕铁路汕头南至汕尾段正式开通运营。首趟列车C1893次（广州白云-汕头南）与G9797次（汕头南-广州东）于上午9时28分同时发出。

## 车站及接驳路线
| 车站名称                        | 所在区域 | 所在区域 | 启用日期       | 连接铁路                                        | 城市軌道交通換乘路線                |
| ------------------------------- | -------- | -------- | -------------- | ----------------------------------------------- | ----------------------------------- |
| 汕汕鐵路 汕头至汕头南段（在建） |          |          |                |                                                 |                                     |
| 汕头                            | 汕头市   | 龙湖区   | 1995年12月28日 | 漳汕高速铁路 梅汕鐵路 粤东城际铁路 广澳港区铁路 | 汕头轨道交通1号线 汕头轨道交通2号线 |
| 汕汕鐵路 汕头南至汕尾段         |          |          |                |                                                 |                                     |
| 汕头南                          | 汕头市   | 濠江区   | 2023年12月26日 |                                                 |                                     |
| 潮南                            | 汕头市   | 潮南区   | 2023年12月26日 |                                                 |                                     |
| 惠来                            | 揭阳市   | 惠来县   | 2023年12月26日 | 揭惠铁路                                        |                                     |
| 陆丰东                          | 汕尾市   | 陆丰市   | 2023年12月26日 |                                                 |                                     |
| 陆丰南                          | 汕尾市   | 陆丰市   | 2023年12月26日 |                                                 |                                     |
| 汕尾                            | 汕尾市   | 城区     | 2013年12月28日 | 厦深铁路 广汕铁路                               |                                     |